# Серкоплазматски ретикулум
Саркоплаземски ретикулум (СР) је структура везана за мембрану унутар мишићних ћелија која је слична ендоплазматични ретикулуму у другим ћелијама. Главна функција СР је складиштење јона калцијума (Ca++). Ниво калцијумових јона се одржава релативно константним, при чему је њихова концентрација унутар ћелије 10.000 пута нижа од концентрације јона калцијума ван ћелије. То значи да се мала повећања концентрације јона калцијума у ћелији лако откривају и могу довести до важних промена у ћелији (за калцијум се каже да је други гласник. Калцијум се користи за изградњу калцијума карбонат (који се налази у креди) и калцијум фосфат, два једињења која тело користи за изградњу зуба и костију. У том смислу превише калцијума унутар ћелија може довести до очвршћавања (калцификације) одређених унутарћелијских структура, укључујући митохондрије, што може довести до ћелијске смрти. Због тога је кључно да се нивои јона калцијума строго контролишу и да се по потреби пушта у ћелију и елиминише из ње.